# Кубок північноірландської ліги з футболу 2022—2023
Кубок північноірландської ліги 2022—2023 (англ. BetMcLean League Cup) — 36-й розіграш Кубка північноірландської ліги. Титул здобув Лінфілд.

## Календар
| Раунд        | Дата               | Матчі | Клуби   |
| ------------ | ------------------ | ----- | ------- |
| Перший раунд | 6-9 серпня 2022    | 4     | 36 → 32 |
| 1/16 фіналу  | 13-14 вересня 2022 | 16    | 32 → 16 |
| 1/8 фіналу   | 4 жовтня 2022      | 8     | 16 → 8  |
| 1/4 фіналу   | 1 листопада 2022   | 4     | 8 → 4   |
| 1/2 фіналу   | 6 грудня 2022      | 2     | 4 → 2   |
| Фінал        | 12 березня 2023    | 1     | 2 → 1   |

## Перший раунд
| Команда 1              | Рахунок | Команда 2                |
| ---------------------- | ------- | ------------------------ |
| 6 серпня 2022          |         |                          |
| Доллінгстоун (3)       | 2:1     | Баллімакаш Рейнджерс (3) |
| Лісберн Дістіллері (3) | 2:1     | ПСНІ (3)                 |
| Тобермор Юнайтед (3)   | 1:3     | Бенбрідж Таун (3)        |
| 9 серпня 2022          |         |                          |
| Мойола Парк (3)        | 4:1 дч  | Портстюарт (3)           |

## 1/16 фіналу
| Команда 1                     | Рахунок      | Команда 2                  |
| ----------------------------- | ------------ | -------------------------- |
| 13 вересня 2022               |              |                            |
| Балліклейр Комрадс (2)        | 4:2 дч       | Баллінамаллард Юнайтед (2) |
| Бангор (3)                    | 0:4          | Енней Юнайтед (2)          |
| Каррік Рейнджерс              | 5:0          | Бенбрідж Таун (3)          |
| Колрейн                       | 4:0          | Дергв'ю (2)                |
| Дандела (2)                   | 2:1          | Крузейдерс                 |
| Данганнон Свіфтс              | 3:0          | Квінз Юніверсіті (3)       |
| Гленавон                      | 6:0          | Доллінгстоун (3)           |
| Гленторан                     | 7:0          | Інститут (2)               |
| Харленд-енд-Вульф Велдерс (2) | 0:3          | Кліфтонвілл                |
| Ларн                          | 5:1          | Лісберн Дістіллері (3)     |
| Лімаваді Юнайтед (3)          | 0:0 пен. 4:5 | Ньюрі Сіті АФК             |
| Лофгол (2)                    | 5:0          | Нокбреда (2)               |
| Мойола Парк (3)               | 1:5          | Лінфілд                    |
| Портадаун                     | 5:0          | Арма Сіті (3)              |
| Ворренпойнт Таун (2)          | 1:0          | Ньюінгтон Юз (2)           |
| 14 вересня 2022               |              |                            |
| Ардс (2)                      | 2:4 дч       | Балліміна Юнайтед          |

## 1/8 фіналу
| Команда 1              | Рахунок | Команда 2            |
| ---------------------- | ------- | -------------------- |
| 4 жовтня 2022          |         |                      |
| Кліфтонвілл            | 6:0     | Каррік Рейнджерс     |
| Балліміна Юнайтед      | 0:1     | Колрейн              |
| Данганнон Свіфтс       | 2:1 дч  | Портадаун            |
| Гленавон               | 1:2     | Лофгол (2)           |
| Гленторан              | 6:0     | Ворренпойнт Таун (2) |
| Енней Юнайтед (2)      | 2:1     | Ларн                 |
| Балліклейр Комрадс (2) | 1:2     | Ньюрі Сіті АФК       |
| Дандела (2)            | 0:1     | Лінфілд              |

## 1/4 фіналу
| Команда 1        | Рахунок | Команда 2         |
| ---------------- | ------- | ----------------- |
| 1 листопада 2022 |         |                   |
| Кліфтонвілл      | 3:2     | Ньюрі Сіті АФК    |
| Колрейн          | 3:0     | Данганнон Свіфтс  |
| Лінфілд          | 3:2     | Енней Юнайтед (2) |
| Лофгол (2)       | 0:2     | Гленторан         |

## 1/2 фіналу
| Команда 1        | Рахунок      | Команда 2 |
| ---------------- | ------------ | --------- |
| 1 листопада 2022 |              |           |
| Кліфтонвілл      | 2:2 пен. 4:5 | Колрейн   |
| Гленторан        | 0:3          | Лінфілд   |

## Фінал
| 12 березня 2023 15:00 GMT |

| Лінфілд                    | 2 – 0    | Колрейн |
| -------------------------- | -------- | ------- |
| Купер 49' Шілдс 60' (пен.) | Протокол |         |

| Віндзор Парк, Белфаст Глядачів: 11,038 Арбітр: Лі Тавіндер |